# Björn Ambrosiani
Björn Ambrosiani, född 8 mars 1928, är en svensk arkeolog. Han har varit yrkesverksam vid Riksantikvarieämbetet och Statens historiska museum, bland annat som forskningschef inom museets tidigare organisation. År 1998 tillades han professors namn.
Ambrosiani disputerade 1964 vid Uppsala universitet med avhandlingen Fornlämningar och bebyggelse. Studier i Attundalands och Södertörns förhistoria. Den blev skolbildande för det som under de följande tre årtiondena kallades för bebyggelsearkeologi, där man strävade efter att rekonstruera bebyggelseutvecklingen särskilt i Mälarområdet utifrån gravfältens kronologi och utbredning. 
1969–71 ansvarade Ambrosiani för de första utgrävningarna av Birkas stadsområde Svarta jorden på Björkö sedan Hjalmar Stolpes grävningar på 1870-talet. Man utgick här från ett bryggfundament som var synligt i markytan vid stadens forna hamn. Ambrosiani var även projektledare för nästa utgrävning i Svarta jorden 1990–95. I samband med denna publicerade han fem populärvetenskapliga böcker om Birka tillsammans med programledaren och producenten Bo G. Erikson. Ambrosiani medverkade vid denna tid återkommande i Eriksons Vetenskapens värld, främst i programserien ”Birka – Vikingastaden”.
Ambrosiani är idag pensionerad, men leder fortfarande Birkaprojektet vid Riksantikvarieämbetet[källa behövs], främst som huvudredaktör för publikationsserien Birka Studies.